# 張立德
張立德（？—？），陝西省榆林府榆林縣人，清朝政治人物、同進士出身。
光緒十五年（1889年），参加光緒己丑科殿試，登進士三甲100名。同年五月，著主事，分部学习。